# Regle de càlcul

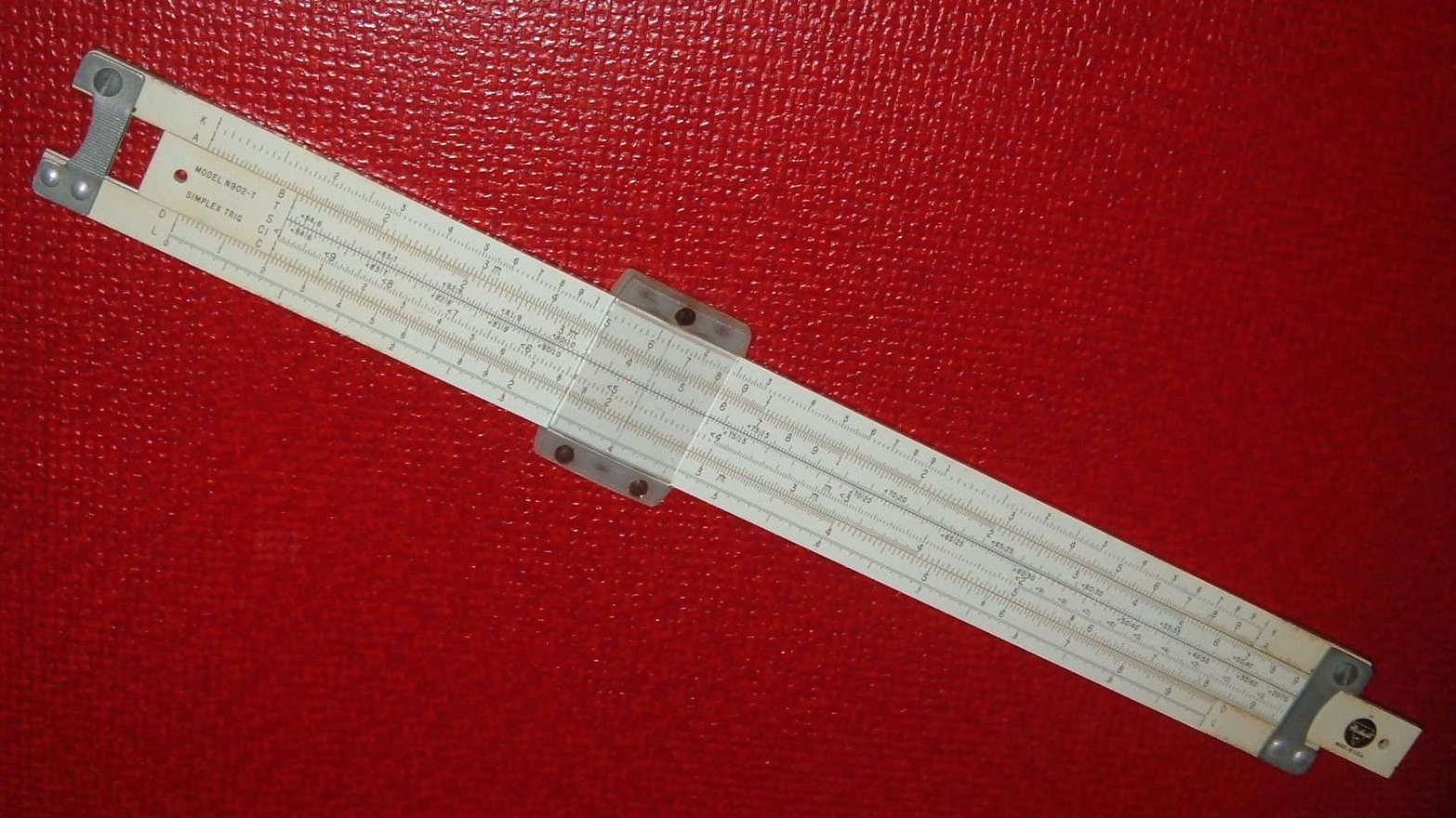
Un regle de càlcul escolar de 10 polzades (Pickett N902-T simplex trig).

El regle de càlcul és un calculador analògic mecànic. el regle de càlcul s'utilitza principalment per multiplicar i dividir, i també per a funcions "científiques" com les arrels, els logaritmes i la trigonometria, però no s'utilitza gaire per a la suma i la resta.
Hi ha una gran varietat d'estils de regles de càlcul i generalment són circulars amb un conjunt estandarditzat de marques (escales) essencials per a fer els càlculs matemàtics. els regles de càlcul fabricades per a camps especialitzats com l'aviació o les finances tenen escales addicionals que ajuden en els càlculs més habituals en aquest camp.
Edmund Wingate, William Oughtred, Edmund Gunter i Amédée Mannheim, entre d'altres, van desenvolupar els regles de càlcul basant-se en el treball sobre logaritmes fet cap al 1600 per John Napier. Abans que sortís la calculadora de butxaca, el regle de càlcul era l'eina de càlcul matemàtic més usat en ciència i enginyeria. Entre els anys 1950 i 1960 la utilització dels regles de càlcul va continuar tot i la gradual introducció dels aparells de càlcul digitals; però cap al 1974 la calculadora científica electrònica va fer que el regle esdevingués obsolet i la majoria de subministradors van deixar el negoci.

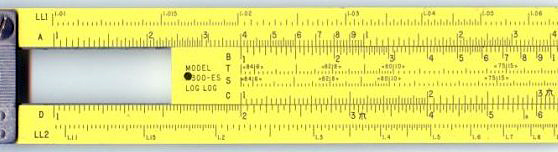
Un regle de càlcul col·locat de tal manera per a efectuar una multiplicació per 2. Cada nombre en l'escala D (a baix) és el doble del nombre que està a sobre d'ell a l'escala C (mig).

## Conceptes bàsics
El regle de càlcul més senzill utilitza dues escales logarítmiques per a permetre fer multiplicacions i divisions ràpidament. Si es fan a mà, aquestes operacions poden trigar molt de temps i és possible fer errors. Regles de càlcul més complexes permeten fer d'altres càlculs com arrels quadrades, exponencials, logaritmes i funcions trigonomètriques.

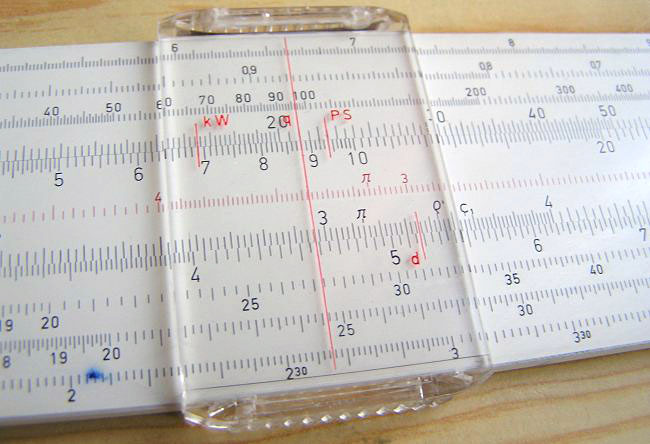
Cursor en un regle de càlcul.

En general, els càlculs matemàtics es fan alineant una marca que hi ha a la banda lliscant central amb una marca en una de les bandes fixes, i llavors, observant les posicions relatives d'altres marques en les bandes. Els nombres alineats amb els marques donen el valor aproximat del producte, el quocient, o d'altres resultats calculats.
L'usuari determina la posició del separador decimal en el resultat, basat en una estimació mental. La notació científica s'utilitza per fer un seguiment del separador decimal en càlculs més formals. Els passos en el càlcul de la suma i la resta es fan generalment mentalment o sobre paper, i no utilitzant el regle de càlcul.
La majoria dels regles de càlcul consisteixen en tres bandes lineals de la mateixa longitud, alineades en paral·lel i enganxades entre si de tal manera que la banda central es pot moure longitudinalment respecte a les altres dues. Les altres dues bandes exteriors estan fixades de tal manera que les seves posicions relatives no canvien.
Alguns regles de càlcul (models "dúplex") tenen escales a les dues cares del regle i de la banda lliscant, altres en una cara de les bandes exteriors i en les dues cares en la banda lliscant (que es pot treure i tornar a inserir en cas que sigui necessari), encara es troben d'altres que només en tenen en una cara (regles "símplex"). Per trobar punts corresponents en escales que no estan adjacent les unes a les altres s'utilitza un cursor lliscant amb una línia vertical per alinear o, en els models dúplex, estan a l'altra cara del regle. El cursor també pot enregistrar un resultat intermedi en qualsevol de les escales.

## Operacions

### Multiplicació
Un logaritme transforma les operacions de multiplicació i divisió en sumes i restes seguint les regles {\displaystyle \log(xy)=\log(x)+\log(y)} i {\displaystyle \log(x/y)=\log(x)-\log(y)}.
Movent la part superior de l'escala cap a la dreta una distància de {\displaystyle \log(x)}, i fent correspondre el principi de la part superior de l'escala amb l'etiqueta {\displaystyle x} en la part inferior, s'alinea cada nombre {\displaystyle y}, a la posició {\displaystyle \log(y)} en la part superior de l'escala, on el nombre té la posició {\displaystyle \log(x)+\log(y)} en l'escala inferior. Com que {\displaystyle \log(x)+\log(y)=\log(xy)}, aquesta posició en l'escala inferior dona {\displaystyle xy}, el producte de {\displaystyle x} i {\displaystyle y}. Per exemple, per calcular 3*2, l'1 que es troba en l'escala superior s'ha de moure cap al 2 en l'escala inferior. La resposta, 6, es llegeix fora de l'escala inferior on 3 està en la part superior de l'escala. En general, l'1 en la part superior es mou cap a un factor a baix, i la resposa es llegeix a baix, l'altre factor és a la part superior.
Les operacions poden "sortir de l'escala;" per exemple, el diagrama de sobre mostra que el regle de càlcul no ha posicionat el 7 a l'escala superior qualsevol nombre a l'escala inferior, per tant no dona cap resultat per 2×7. En aquests casos, l'usuari pot fer lliscar cap a l'esquerra l'escala superior fins que l'índex de la dreta estigui alineat amb el 2, efectivament multiplicant per 0.2 en lloc de per 2, tal com mostra la il·lustració de sota:
L'usuari del regle de càlcul ha de recordar ajustar de manera adequada el separador decimal per corregir el resultat final. Volíem calcular 2×7, però en lloc d'això hem calculat 0.2×7=1.4. Però la resposta correcta no és 1.4 sinó 14. Tornar a posar el regle a punt no és l'única manera per fer multiplicacions que donen resultats fora de l'escala, com per exemple 2×7; hi ha d'altres mètodes com: 
1. Usar escales de doble-dècada A i B.
2. Usar escales plegades. En aquest exemple, es posa l'1 de l'esquerra de C i oposadament el 2 de D. Moure el cursor a 7 en CF, i es llegeix el resultat en DF.
3. Usar l'escala invertida CI. S'ha de posicionar el 7 a l'escala CI sobre del 2 en l'escala D, i llavors es llegeix el resultat en l'escala D, sota de l'1 en l'escala CI. Com que l'1 està en dos llocs en l'escala CI, un d'ells estarà sempre dins l'escala.
4. Usar l'escala CI invertida i l'escala C. Alinear el 2 de CI amb l'1 de D, i llegir el resultat a D, a sota del 7 a l'escala C.

El mètode 1 s'entén fàcilment però comporta una pèrdua de precisió. El mètode 3 té l'avantatge que només inclou dues escales.

### Divisió
La il·lustració de sota demostra el càlcul de 5.5/2. El 2 en la part superior de l'escala es col·loca sobre el 5.5 de l'escala inferior. L'1 en l'escala superior està a sobre del quocient, 2.75. Hi ha més d'un mètode per dividir, però el mètode presentat té l'avantatge que el resultat final no pot caure fora de l'escala, perquè es pot triar utilitzar l'1 al cada punta.

### Altres operacions
A més a més de les escales logarítmiques, algunes regles de càlcul tenen d'altres funcions matemàtiques codificades en escales auxiliars. Les més populars són les trigonomètriques, el sinus i la tangent, el logaritme (log10) (per calcular el logaritme d'un valor en una escala multiplicadora), el logaritme natural (ln) i la funció exponencial (ex). Algunes regles inclouen una escala pitagòrica per tal de calcular el costats dels triangles i una escala pels cerles. Altres escales poden calcular funcions hiperbòliques. En els regles lineals les escales i etiquetes estan molt estandarditzades, i les variacions tenen lloc normalment en quines escales s'inclouen i en quin ordre:
| A, B        | escales logarítmiques de dues-dècades, utilitzades per trobar les arrels quadrades de nombres i també els quadrats |
| C, D        | escales logarítmiques d'una-dècada |
| K           | escales logarítmiques de tres-dècades, usades per trobar arrels cúbiques i els cubs de nombres |
| CF, DF      | versions "plegables" d'escales C i D que comencen des de π en lloc d'1; això és millor en dos casos. Primer quan l'usuari endevina un producte estarà a prop de 10 però no està segur si serà una mica per sobre o una mica per sota de 10, les escales plegables eviten la possibilitat de sortir-se de l'escala. En segon lloc posant el nombre p com el començament en lloc de l'arrel quadrada de 10, multiplicant o dividint per p (com en les fórmules d'enginyeria i científiques) es simplifica. |
| CI, DI, DIF | escales "invertides" que van de dreta a esquerra, usades per a simplificar passos 1/x |
| S           | usada per trobar sinus i cosinus en l'escala D |
| T           | usada per trobar tangents i cotangents en les escales D i DI |
| ST, SRT     | usada per sinus i tangents d'angles petits i conversions entre graus i radians |
| L           | una escala lineal usada juntament amb les escales C i D per a trobar logaritmes en base 10 i potències de base 10 |
| LLn         | un conjunt d'escales logarítmica-logarítmica, usada per a trobar logaritmes i potències de nombres |
| Ln          | una escala lineal usada juntament amb les escales C i D per tal de trobar el logaritme natural (base e) i {\displaystyle e^{x}} |

| \| \| \|                                                                         |                  |
| Les escales en la part de davant i del darrere del regle de càlcul a K&E 4081-3. |                  |
| Part del davant                                                                  | Part del darrere |